# Domenico Maggiotto

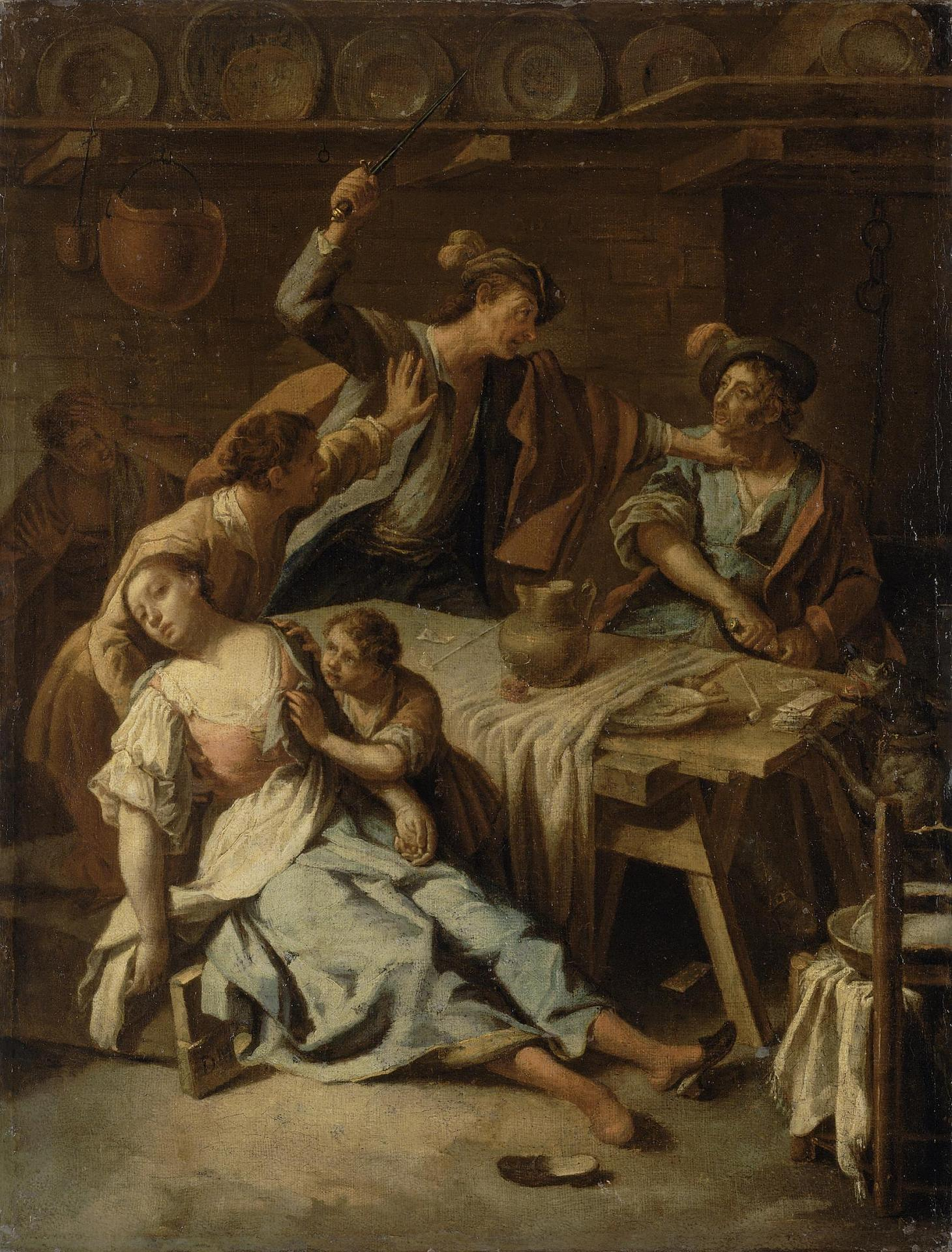
Maggiotto, Grälande spelare.

Domenico Fedeli, mer känd under namnet Maggiotto, född 1713 i Venedig, död där den 16 april 1794, var en italiensk målare.
Maggiotto var historie- och genremålare i Giovanni Battista Piazzetta efterföljd och åtnjöt stor popularitet.